# Pallacanestro maschile ai V Giochi panamericani
Il Campionato maschile di pallacanestro ai V Giochi panamericani si è svolto dal 24 luglio al 2 agosto 1967 a Winnipeg, in Canada, durante i V Giochi panamericani. La vittoria finale è andata alla nazionale statunitense.

## Squadre partecipanti
- Argentina
- Brasile
- Canada
- Colombia
- Cuba
- Messico
- Panama
- Perù
- Porto Rico
- Stati Uniti

## Gruppo A
| Squadra     | G | V | P | PF  | PS  | DP   |
| ----------- | - | - | - | --- | --- | ---- |
| Stati Uniti | 4 | 4 | 0 | 426 | 205 | +221 |
| Porto Rico  | 4 | 3 | 1 | 251 | 249 | +2   |
| Panama      | 4 | 2 | 2 | 322 | 334 | -12  |
| Perù        | 4 | 1 | 3 | 250 | 282 | -32  |
| Colombia    | 4 | 0 | 4 | 194 | 373 | -179 |

## Risultati
| Winnipeg 24 luglio 1967 | Panama | 99 – 54 (41-24) | Colombia |  |

| Winnipeg 25 luglio 1967, ore 18:30 | Stati Uniti | 131 – 43 (66-20) | Colombia |  |

| Winnipeg 25 luglio 1967, ore 21:30 | Porto Rico | 81 – 66 | Panama |  |

| Winnipeg 26 luglio 1967, ore 18:30 | Stati Uniti | 93 – 37 | Perù |  |

| Winnipeg 27 luglio 1967, ore 16:00 | Porto Rico | 57 – 54 (30-23) | Perù |  |

| Winnipeg 27 luglio 1967, ore 20:00 | Stati Uniti | 122 – 73 | Panama |  |

| Winnipeg 29 luglio 1967 | Porto Rico | 61 – 49 (24-22) | Colombia |  |

| Winnipeg 29 luglio 1967 | Panama | 84 – 77 | Perù |  |

| Winnipeg 30 luglio 1967 | Stati Uniti | 80 – 52 | Porto Rico |  |

| Winnipeg 30 luglio 1967 | Perù | 82 – 48 | Colombia |  |

## Gruppo B
| Squadra   | G | V | P | PF  | PS  | DP  |
| --------- | - | - | - | --- | --- | --- |
| Messico   | 4 | 4 | 0 | 288 | 270 | +18 |
| Cuba      | 4 | 2 | 2 | 271 | 261 | +10 |
| Argentina | 4 | 2 | 2 | 272 | 274 | -2  |
| Brasile   | 4 | 2 | 2 | 285 | 281 | +4  |
| Canada    | 4 | 0 | 4 | 300 | 330 | -30 |

## Risultati
| Winnipeg 24 luglio 1967 | Brasile | 70 – 62 | Argentina |  |

| Winnipeg 25 luglio 1967, ore 11:00 | Cuba | 77 – 66 (32-28) | Canada |  |

| Winnipeg 25 luglio 1967, ore 20:00 | Messico | 71 – 64 (33-23) | Argentina |  |

| Winnipeg 26 luglio 1967, ore 20:00 | Brasile | 102 – 89 | Canada |  |

| Winnipeg 26 luglio 1967 | Messico | 71 – 66 (34-25) | Cuba |  |

| Winnipeg 27 luglio 1967, ore 18:30 | Argentina | 71 – 69 | Canada |  |

| Winnipeg 27 luglio 1967, ore 21:00 | Messico | 66 – 64 (34-32) | Brasile |  |

| Winnipeg 28 luglio 1967 | Messico | 80 – 76 | Canada |  |

| Winnipeg 28 luglio 1967 | Argentina | 75 – 64 (31-32) | Cuba |  |

| Winnipeg 30 luglio 1967 | Argentina | 64 – 49 | Brasile |  |

## Gruppo 7º - 9º posto
La Colombia non giocò la seconda fase e venne pertanto qualificata al decimo posto.
| Squadra | G | V | P | PF  | PS  | DP  |
| ------- | - | - | - | --- | --- | --- |
| Brasile | 2 | 2 | 0 | 178 | 150 | +28 |
| Perù    | 2 | 1 | 1 | 157 | 151 | +6  |
| Canada  | 2 | 0 | 2 | 139 | 173 | -34 |

## Risultati
| Winnipeg 1º agosto 1967 | Brasile | 94 – 72 | Canada |  |

| Winnipeg 2 agosto 1967 | Perù | 79 – 67 (d.1t.s.) | Canada |  |

| Winnipeg 3 agosto 1967 | Brasile | 84 – 78 | Perù |  |

## Gruppo finale
| Squadra     | G | V | P | PF  | PS  | DP   |
| ----------- | - | - | - | --- | --- | ---- |
| Stati Uniti | 5 | 5 | 0 | 469 | 297 | +172 |
| Messico     | 5 | 4 | 1 | 337 | 325 | +12  |
| Panama      | 5 | 2 | 3 | 342 |     |      |
| Cuba        | 5 | 2 | 3 | 336 | 366 | -30  |
| Porto Rico  | 5 | 1 | 4 |     | 358 |      |
| Argentina   | 5 | 1 | 4 | 325 | 379 | -54  |

## Risultati
| Winnipeg 1º agosto 1967, ore 18:00 | Messico | 58 – 52 | Porto Rico |  |

| Winnipeg 1º agosto 1967, ore 20:30       | Stati Uniti | 91 – 71 (40-36) | Cuba |  |
| \| \| \| \| \| Carrier 32 \| Punti \| \| |             |                 |      |  |
|                                          |             |                 |      |  |
| Carrier 32                               | Punti       |                 |      |  |

| Winnipeg 1º agosto 1967, ore 22:00 | Argentina | 75 – 65 | Panama |  |

| Winnipeg 2 agosto 1967 | Stati Uniti | 90 – 44 | Panama |  |

| Winnipeg 2 agosto 1967 | Porto Rico | 71 – 68 | Argentina |  |

| Winnipeg 2 agosto 1967 | Messico | 60 – 51 | Cuba |  |

| Winnipeg 3 agosto 1967 | Stati Uniti | 89 – 53 | Porto Rico |  |

| Winnipeg 3 agosto 1967 | Messico | 64 – 56 | Argentina |  |

| Winnipeg 3 agosto 1967 | Panama | 83 – 75 | Cuba |  |

| Winnipeg 4 agosto 1967 | Stati Uniti | 106 – 55 | Argentina |  |

| Winnipeg 4 agosto 1967 | Cuba | 66 – 61 | Porto Rico |  |

| Winnipeg 4 agosto 1967 | Messico | 81 – 73 | Panama |  |

| Winnipeg 5 agosto 1967 | Cuba | 73 – 71 | Argentina |  |

| Winnipeg 5 agosto 1967 | Panama | 77 – ? | Porto Rico |  |

| Winnipeg 5 agosto 1967 | Stati Uniti | 93 – 74 | Messico |  |

## Classifica finale
| Pos. | Squadra     | Formazione |
| ---- | ----------- | --- |
|      | Stati Uniti | Stati UnitiCarey, Carrier, Clawson, Dove, Fowler, Logan, Rhine, Silliman, Sullivan, Unseld, White, Williams, All. Hal Fischer                 |
|      | Messico     | MessicoArellano, Ayala, Grajeda, Guerrero, Guzmán, Hatch, Heredia, Palma, Pontvianne, Quintanar, Raga, Tiscareño, All. -                      |
|      | Panama      | PanamaAgard, Blades, Checa, Ellis, Messiah, Montalvo, Murrell, Osorio, Peralta, Rivas, Walton, Webb, All. Francisco Prados                    |
| 4.   | Cuba        | CubaAbreu, Calderón, Chappé, Cuesta, Davis, del Pozo, García, González, Herrera, Montalvo, Standard, Valdés, All. -                           |
| 5.   | Porto Rico  | Porto RicoAdorno, Bocachica, Cancel, Cruz, Dalmau, Frontera, Gutiérrez, McCadney, Pietri, Silén, Torres, Zamot, All. Red Holzman              |
| 6.   | Argentina   | ArgentinaAlix, Arce, Casarín, Feresín, Gehrmann, Mariani, Masolini, Mazzini, Oliva, M. Sandor, T. Sandor, Villalba, All. Casimiro González    |
| 7.   | Brasile     | BrasileAmaury, Emil Rached, Hélio Rubens, Jatyr, Zé Olaio, Josildo, Menon, Mosquito, Sérgio Macarrão, Sucar, Victor, Wlamir, All. Edson Bispo |
| 8.   | Perù        | Perùde Cárdenas , Cipriani, Ra. Duarte, Ri. Duarte, Fleming, Paredes, Sangio, Sevilla, Valerio, Vargas, Vásquez, Vittorelli, All. -           |
| 9.   | Canada      | CanadaBurrows, Croft, Fry, Howson, Hunter, Ingaldson, Inglis, Murphy, Rizak, Shaver, Spears, West, All. Ruby Richman                          |
| 10.  | Colombia    | ColombiaPérez, Bergonzoli, Bowie, Cabas, Cuero, Escobar, González, Manzanera, Niño, Peñaloza, Porras, Romero, All. -                          |